# Maurice Richard: histoire d'un Canadien
Maurice Richard: histoire d'un Canadien è una serie tv, basata sulla vita del giocatore d'hockey, Maurice Richard, interpretata dall'attore canadese Roy Dupuis e diretta da Jean-Claude Lord e Pauline Payette è andata in onda il 14 novembre 1999 in Canada.
 
Maurice Richard era ancora vivo quando è stata girata la serie e Roy Dupuis ha avuto l'opportunità di incontrarlo personalmente.